# Brian Ford (nowozelandzki rugbysta)
Brian Ford (ur. 10 lipca 1951 w Kaikoura) – nowozelandzki rugbysta, reprezentant kraju.
Związany był z lokalnym Kaikoura Rugby Club. W 1970 roku został wybrany do regionalnej drużyny Canterbury i w ciągu dwóch sezonów zagrał w jej barwach osiem razy. Po zmianie afiliacji przez klub z Kaikoura dla Marlborough w latach 1972–1983 rozegrał 145 meczów. W 1973 roku walnie przyczynił się do niespodziewanego zwycięstwa nad Canterbury, które dało regionowi Ranfurly Shield po raz pierwszy w historii.
Od 1972 do 1981 roku dziewięciokrotnie wybierany był do zespołu reprezentującego Wyspę Południową, także w 1972 roku znalazł się w kadrze U-21, jednak pomimo uczestnictwa w sprawdzianach seniorskiej reprezentacji pomijany był w powołaniach do niej. Po występie przeciw British and Irish Lions w barwach połączonej drużyny Marlborough/Nelson Bays został włączony do nowozelandzkiej kadry na dwa kończące to tournée testmecze. W kolejnych dwóch latach brał udział w wyprawach reprezentacji do Europy, gdzie zaliczył po jednym testmeczu. Ogółem dla All Blacks zagrał w dwudziestu spotkaniach, w tym w czterech testmeczach.
Uprawiał również lekkoatletykę, w 1973 roku zajął czwartą lokatę w mistrzostwach kraju w biegu na 200 metrów, a jego rekordami życiowymi było 10,7 s na 100 metrów, 21,9 s na 200 metrów oraz 49 s na 400 metrów. W 1979 roku został wyróżniony nagrodą dla najlepszego sportowca Marlborough.